# 135
| [ Edytuj tabelę ] |                                                 |
| Cesarz Chin       | - 125 Han Shundi 144                            |
| Władca Korei      | - 53 T’aejodae 146                              |
| Papież            | - 125 Telesfor 136                              |
| Król Partów       | - 105 Wologazes III 147 - 129 Mitrydates IV 140 |
| Cesarz Rzymu      | - 117 Hadrian 138                               |

Rok 135 / CXXXV
stulecia: I wiek ~
II wiek ~
III wiek

lata: 125 «
130 «
131 «
132 «
133 «
134 «
135
» 136
» 137
» 138
» 139
» 140
» 145

## Wydarzenia
- Azja
  - wojska rzymskie stłumiły trwające od 132 roku powstanie Bar-Kochby w Judei
  - początek diaspory żydowskiej
  - konsekracja świątyni Wenus i Romy w Rzymie

## Zmarli
- Szymon Bar-Kochba – dowódca drugiej wojny żydowsko-rzymskiej.